# Отоцинклы
Отоцинклы (лат. Otocinclus) — род рыб отряда сомообразных семейства кольчужных сомов (Loricariidae). Родина — тропические реки Южной Америки.

## Таксономия
Впервые описаны Эдвардом Копом в 1871 г. Типичный представитель — O. vestitus. Название происходит от греч. oto (ухо), и лат. cinclus (решетка), по сходству с решеткой отверстий на голове в районе уха.
Является основным родом подсемейства Гипоптопомин (Hypoptopomatinae) семейства Loricariidae. Филогенетическое положение рода до конца не изучено, вероятно что по результатам исследований род может быть перемещен. Монофилия основана на семи вторичных признаках.
По состоянию на январь 2007 года род отоцинклы включает 18 видов.
O. cocama, O. huaorani, O. bororo, O. mariae, O. mura, и O. batmani образуют одну монофилетическую группу.
Другую группу образуют O. flexilis, O. affinis, O. xakriaba и O. mimulus, которым свойственна мимикрия как синапоморфический признак.

## Ареал
Широко распространены к востоку от Анд в Южной Америке, в низовьях от севера Венесуэлы до севера Аргентины, но обычно отсутствуют в низовьях Амазонки и Ориноко.

## Описание
Подобно другим кольчужным сомам имеют ряды защитных чешуек на теле, а также присоску на нижней стороне головы. Размер обычно мелкий, самым мелким является Otocinclus tapirape (2,4 см), самым крупным Otocinclus flexilis (5,5 см). В стандартном измерении длины (без учета хвостового плавника) эти рыбы не превышают 50 мм.
Имеет адаптивную способность к воздушному дыханию. По ходу пищевого тракта на уровне пищеводно-желудочного перехода имеется кольцевидный дивертикул, что позволяет рыбе дышать воздухом.
Этот признак — определяющий критерий рода.

## Экология
Образ жизни дневной, в основном водятся в небольших ручьях или вдоль берегов больших рек, присасываясь к субстрату ртом-присоской. Живут стаями.
Питаются водорослями и перифитоном (обрастаниями) на корнях деревьев, камнях, больших и широколиственных растениях.
Предпочитают хорошо насыщенные кислородом воды со слабым и средним течением, чаще по берегам рек.
На поверхности их можно найти присосавшимися к кускам растений или плавающих предметов.
Икра липкая, кладку не охраняют, в отличие от многих других кольчужных сомов, самцы которых строят гнезда и охраняют кладку.
Способны к воздушному дыханию. Перед подъемом на поверхность выпускают воздух через рот и жабры. Возвратившись на дно, не имеет необходимости выкачивать воздух из щечного мешка, что указывает на усвоение кислорода.
Считается, что виды O. mimulus, O. flexilis, O. affinis и O. xakriaba проявляют Бейтсовскую мимикрию к некоторым коридорасам (C. diphyes, C. paleatus, C. nattereri, и C. garbei, соответственно). Эти коридорасы имеют костные пластинки и шипы для защиты, делающие их отталкивающими для хищников. Подражая им в размерах и окраске, отоцинклюсы избегают хищников.

## Содержание в аквариуме
Отоцинклы весьма популярны среди аквариумистов. Чаще всего они используются как «чистильщики» водорослей. Более подходят для маленьких аквариумов, чем их более крупные родственники семейства Локариид, такие как плекостомус. Вода для этих рыб должна поддерживаться чистой. Стайные рыбы, они должны содержаться группами от трех особей и более, в отличие от большинства остальных сомиков.
Рыба весьма нежная, хорошо себя чувствует только в богато озелененном аквариуме. При недостатке водорослей можно подкармливать водорослевыми хлопьями, бланшированными кабачками и другой растительной пищей.

## Виды
По состоянию на январь 2007 года род отоцинклы включает 18 видов:
- Otocinclus affinis Steindachner, 1877 — Обыкновенный отоцинкл[1]
- O. batmani, Lehmann, 2006[4]
- O. bororo, Schaefer, 1997
- O. caxarari, Schaefer, 1997
- O. cocama, Reis, 2004 —[10]
- O. flexilis, Cope, 1894
- O. gibbosus, Miranda Ribeiro, 1908
- O. hasemani, Steindachner, 1915
- O. hoppei, Miranda Ribeiro, 1939
- O. huaorani, Schaefer, 1997
- O. macrospilus, C. H. Eigenmann & Allen, 1942
- O. mariae, Fowler, 1940
- O. mimulus, Axenrot & Kullander, 2003[6]
- O. mura, Schaefer, 1997
- O. tapirape, Britto & Moreira, 2002[7]
- O. vestitus, Cope, 1872 typus
- O. vittatus, Regan, 1904
- O. xakriaba, Schaefer, 1997